# Норман Велс
Норман Велс (енгл. Norman Wells, Tłicho Region)(Слевеј: Tłegǫ́hłı̨ t͡ɬʰɛkṍhɬĩ − „где има нафте”) је град који се налази у региону Сахту, северозападне територије (СЗТ), Канада. Град, у којем се налази регионална канцеларија Сахту, налази се на северној страни реке Макензи и пружа поглед на долину планина Френклин и Ричардсон.

## Демографија
По канадском попису из 2021. године, који је спровео Статистички завод Канаде, Норман Велс је забележио популацију од 673 становника који живе у 269 од укупно 404 приватна стана, што је промена од -13,5% у односу на број становника из 2016. од 778. Са површином од 82,09 km2 (31,70 sq mi), имао је густину насељености од 8,2/км2 2021. године.
Укупно 315 људи је идентификовано као староседеоци, од којих су 195 били први народи, 80 су били Метиси, 15 су били Инуити и 20 је дало вишеструке одговоре староседелаца. Главни језици у граду су севернославејски и енглески. Од становништва, 78,1% има 15 и више година, са средњом старошћу од 32,8 година, нешто мање од просека за северозападно западне земље од 79,3% и 34,0.

## Историја
Нафту је први открио Александар Макензи током свог истраживања реке 1789. године, али је тек 1911. откривена формација која садржи нафту. „Империјал Ојл”, главни послодавац у граду, основан је у овој области 1937. године, а рафинерија је изграђена 1939. године.
Током Другог светског рата, Норман Велс је сматран важним као извор нафте за војне операције на Аљасци и Јукону. Канол Род и Канол пројекат нафтовода је предузет како би се омогућио довод нафте до Вајтхорса, који је почео 1944. године. Иако је нафта Норман Велса била лагана и лако је текла на температурама до −62 °C (−80 °F), линија није добро функционисала и угашена је убрзо након завршетка рата. Пут, који је почињао у кампу Канол преко реке, био је напуштен. Канол Херитаџ траил је једино што је остало од пута на северозападној територији.
Споразум о области у Норман Велсу из 1944. године је партнерство између Империјал Ојла и савезне владе које је траје до данас. Завршетак нафтовода од Норман Веллса до Зама Ситија 1985. године прикључен на мрежу гасовода Северне Америке и резултирао је повећаном активношћу.

## Прве нације
Норман Велс Метиси, група Метис која је потписница свеобухватног споразума о потраживању земље Сахту Дене и Метис, и даље преговара о овлашћењима самоуправе и недавно је потписала оквирни споразум за нови споразум.

## Клима
Норман Велс има субарктичку климу (Коппен Дфц) са летом које траје око три месеца. Иако су зимске температуре обично испод нуле, сваког месеца у години забележене су температуре изнад 0 °C (32 °F). Просечна количина падавина је 171,7 mm (6,76 in), а снежних падавина 161,5 cm (63,58 in). У просеку има 92,9 дана, од октобра до априла, када је хладноћа испод -30, што указује да се промрзлине могу појавити у року од 10 – 30 минута. У просеку постоји 35,9 дана, од новембра до априла, када је хладноћа испод -40, што указује да се промрзлине могу појавити у року од 5 – 10 минута.
| Клима Норман Велс аеродром) Клима ID: 2202800; надморска висина: 72,5 m (238 ft); 1981–2010 нормале | Клима Норман Велс аеродром) Клима ID: 2202800; надморска висина: 72,5 m (238 ft); 1981–2010 нормале | Клима Норман Велс аеродром) Клима ID: 2202800; надморска висина: 72,5 m (238 ft); 1981–2010 нормале | Клима Норман Велс аеродром) Клима ID: 2202800; надморска висина: 72,5 m (238 ft); 1981–2010 нормале | Клима Норман Велс аеродром) Клима ID: 2202800; надморска висина: 72,5 m (238 ft); 1981–2010 нормале | Клима Норман Велс аеродром) Клима ID: 2202800; надморска висина: 72,5 m (238 ft); 1981–2010 нормале | Клима Норман Велс аеродром) Клима ID: 2202800; надморска висина: 72,5 m (238 ft); 1981–2010 нормале | Клима Норман Велс аеродром) Клима ID: 2202800; надморска висина: 72,5 m (238 ft); 1981–2010 нормале | Клима Норман Велс аеродром) Клима ID: 2202800; надморска висина: 72,5 m (238 ft); 1981–2010 нормале | Клима Норман Велс аеродром) Клима ID: 2202800; надморска висина: 72,5 m (238 ft); 1981–2010 нормале | Клима Норман Велс аеродром) Клима ID: 2202800; надморска висина: 72,5 m (238 ft); 1981–2010 нормале | Клима Норман Велс аеродром) Клима ID: 2202800; надморска висина: 72,5 m (238 ft); 1981–2010 нормале | Клима Норман Велс аеродром) Клима ID: 2202800; надморска висина: 72,5 m (238 ft); 1981–2010 нормале | Клима Норман Велс аеродром) Клима ID: 2202800; надморска висина: 72,5 m (238 ft); 1981–2010 нормале |
| Показатељ \ Месец                                                                                   | .Јан.                                                                                               | .Феб.                                                                                               | .Мар.                                                                                               | .Апр.                                                                                               | .Мај.                                                                                               | .Јун.                                                                                               | .Јул.                                                                                               | .Авг.                                                                                               | .Сеп.                                                                                               | .Окт.                                                                                               | .Нов.                                                                                               | .Дец.                                                                                               | .Год.                                                                                               |
| --------------------------------------------------------------------------------------------------- | --------------------------------------------------------------------------------------------------- | --------------------------------------------------------------------------------------------------- | --------------------------------------------------------------------------------------------------- | --------------------------------------------------------------------------------------------------- | --------------------------------------------------------------------------------------------------- | --------------------------------------------------------------------------------------------------- | --------------------------------------------------------------------------------------------------- | --------------------------------------------------------------------------------------------------- | --------------------------------------------------------------------------------------------------- | --------------------------------------------------------------------------------------------------- | --------------------------------------------------------------------------------------------------- | --------------------------------------------------------------------------------------------------- | --------------------------------------------------------------------------------------------------- |
| Индекс субјективне топлоте                                                                          | 11,8                                                                                                | 6,3                                                                                                 | 9,4                                                                                                 | 20,0                                                                                                | 29,1                                                                                                | 36,2                                                                                                | 37,2                                                                                                | 36,0                                                                                                | 27,2                                                                                                | 19,8                                                                                                | 12,2                                                                                                | 4,8                                                                                                 | 37,2                                                                                                |
| Апсолутни максимум, °C (°F)                                                                         | 12,4 (54,3)                                                                                         | 7,9 (46,2)                                                                                          | 11,1 (52)                                                                                           | 20,0 (68)                                                                                           | 31,3 (88,3)                                                                                         | 33,5 (92,3)                                                                                         | 35,0 (95)                                                                                           | 32,4 (90,3)                                                                                         | 27,1 (80,8)                                                                                         | 21,0 (69,8)                                                                                         | 13,3 (55,9)                                                                                         | 5,7 (42,3)                                                                                          | 35,0 (95)                                                                                           |
| Максимум, °C (°F)                                                                                   | −22,2 (−8)                                                                                          | −19,5 (−3,1)                                                                                        | −12,5 (9,5)                                                                                         | 1,0 (33,8)                                                                                          | 12,1 (53,8)                                                                                         | 20,7 (69,3)                                                                                         | 22,5 (72,5)                                                                                         | 19,0 (66,2)                                                                                         | 11,0 (51,8)                                                                                         | −1,6 (29,1)                                                                                         | −15,2 (4,6)                                                                                         | −19,6 (−3,3)                                                                                        | −0,4 (31,3)                                                                                         |
| Просек, °C (°F)                                                                                     | −26,1 (−15)                                                                                         | −24,0 (−11,2)                                                                                       | −18,4 (−1,1)                                                                                        | −5,1 (22,8)                                                                                         | 6,4 (43,5)                                                                                          | 15,0 (59)                                                                                           | 17,1 (62,8)                                                                                         | 13,8 (56,8)                                                                                         | 6,6 (43,9)                                                                                          | −4,7 (23,5)                                                                                         | −18,7 (−1,7)                                                                                        | −23,4 (−10,1)                                                                                       | −5,1 (22,8)                                                                                         |
| Минимум, °C (°F)                                                                                    | −29,9 (−21,8)                                                                                       | −28,4 (−19,1)                                                                                       | −24,2 (−11,6)                                                                                       | −11,1 (12)                                                                                          | 0,6 (33,1)                                                                                          | 9,3 (48,7)                                                                                          | 11,5 (52,7)                                                                                         | 8,4 (47,1)                                                                                          | 2,0 (35,6)                                                                                          | −7,7 (18,1)                                                                                         | −22,2 (−8)                                                                                          | −27,1 (−16,8)                                                                                       | −9,9 (14,2)                                                                                         |
| Апсолутни минимум, °C (°F)                                                                          | −52,2 (−62)                                                                                         | −54,4 (−65,9)                                                                                       | −46,1 (−51)                                                                                         | −37,2 (−35)                                                                                         | −17,8 (0)                                                                                           | −2,8 (27)                                                                                           | −1,1 (30)                                                                                           | −6,1 (21)                                                                                           | −15,7 (3,7)                                                                                         | −31,7 (−25,1)                                                                                       | −42,8 (−45)                                                                                         | −47,8 (−54)                                                                                         | −54,4 (−65,9)                                                                                       |
| Индекс субјективне хладноће                                                                         | −61,7                                                                                               | −60,2                                                                                               | −57,5                                                                                               | −43,8                                                                                               | −25,1                                                                                               | −6,9                                                                                                | 0,0                                                                                                 | −9,6                                                                                                | −17,7                                                                                               | −39,9                                                                                               | −52,4                                                                                               | −62,4                                                                                               | −62,4                                                                                               |
| Количина падавина, mm (in)                                                                          | 15,6 (0,614)                                                                                        | 14,9 (0,587)                                                                                        | 10,7 (0,421)                                                                                        | 11,1 (0,437)                                                                                        | 19,0 (0,748)                                                                                        | 42,7 (1,681)                                                                                        | 41,8 (1,646)                                                                                        | 41,8 (1,646)                                                                                        | 33,1 (1,303)                                                                                        | 26,7 (1,051)                                                                                        | 18,7 (0,736)                                                                                        | 18,2 (0,717)                                                                                        | 294,4 (11,591)                                                                                      |
| Количина кише, mm (in)                                                                              | 0,2 (0,008)                                                                                         | 0,0 (0)                                                                                             | 0,1 (0,004)                                                                                         | 1,2 (0,047)                                                                                         | 13,3 (0,524)                                                                                        | 42,4 (1,669)                                                                                        | 41,8 (1,646)                                                                                        | 41,1 (1,618)                                                                                        | 26,7 (1,051)                                                                                        | 4,6 (0,181)                                                                                         | 0,0 (0)                                                                                             | 0,2 (0,008)                                                                                         | 171,7 (6,76)                                                                                        |
| Количина снега, cm (in)                                                                             | 21,1 (8,31)                                                                                         | 19,9 (7,83)                                                                                         | 14,4 (5,67)                                                                                         | 12,8 (5,04)                                                                                         | 6,4 (2,52)                                                                                          | 0,4 (0,16)                                                                                          | 0,0 (0)                                                                                             | 0,7 (0,28)                                                                                          | 6,9 (2,72)                                                                                          | 27,3 (10,75)                                                                                        | 26,0 (10,24)                                                                                        | 25,9 (10,2)                                                                                         | 161,5 (63,58)                                                                                       |
| Дани са падавинама (≥ 0.2 mm)                                                                       | 10,9                                                                                                | 9,4                                                                                                 | 9,9                                                                                                 | 7,2                                                                                                 | 6,9                                                                                                 | 10,3                                                                                                | 11,8                                                                                                | 11,7                                                                                                | 12,4                                                                                                | 13,9                                                                                                | 12,6                                                                                                | 12,5                                                                                                | 129,4                                                                                               |
| Дани са кишом (≥ 0.2 mm)                                                                            | 0,2                                                                                                 | 0,1                                                                                                 | 0,1                                                                                                 | 0,8                                                                                                 | 5,0                                                                                                 | 10,2                                                                                                | 11,8                                                                                                | 11,6                                                                                                | 10,2                                                                                                | 2,7                                                                                                 | 0,1                                                                                                 | 0,2                                                                                                 | 53,0                                                                                                |
| Дани са снегом (≥ 0.2 cm)                                                                           | 11,5                                                                                                | 10,1                                                                                                | 10,4                                                                                                | 6,9                                                                                                 | 2,9                                                                                                 | 0,2                                                                                                 | 0,0                                                                                                 | 0,2                                                                                                 | 3,4                                                                                                 | 13,3                                                                                                | 13,6                                                                                                | 13,0                                                                                                | 85,4                                                                                                |
| Релативна влажност, %                                                                               | 65,6                                                                                                | 61,4                                                                                                | 54,6                                                                                                | 52,8                                                                                                | 47,1                                                                                                | 46,3                                                                                                | 50,9                                                                                                | 56,7                                                                                                | 62,9                                                                                                | 76,0                                                                                                | 72,8                                                                                                | 67,9                                                                                                | 59,6                                                                                                |
| Сунчани сати — месечни просек                                                                       | 31,8                                                                                                | 75,8                                                                                                | 166,5                                                                                               | 220,0                                                                                               | 331,0                                                                                               | 300,2                                                                                               | 273,7                                                                                               | 232,9                                                                                               | 139,0                                                                                               | 56,0                                                                                                | 15,3                                                                                                | 9,7                                                                                                 | 1.852                                                                                               |
| Сунчано време — месечни проценти                                                                    | 20,6                                                                                                | 32,5                                                                                                | 45,9                                                                                                | 48,2                                                                                                | 56,6                                                                                                | 45,6                                                                                                | 43,4                                                                                                | 45,0                                                                                                | 35,2                                                                                                | 18,6                                                                                                | 8,2                                                                                                 | 8,4                                                                                                 | 34,0                                                                                                |
| Извор: Животна средина и климатске промене Канаде, канадске климатске нормале 1981–2010             | | | | | | | | | | | | | |